# Expédition de la Novara

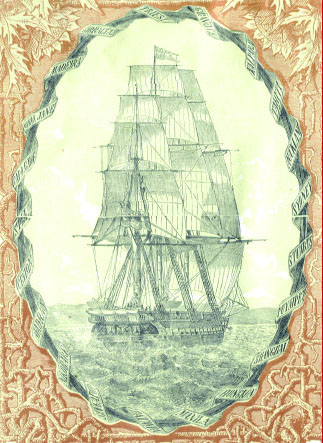
Illustration de couverture de la première édition (1861) du rapport de voyage de l'expédition montrant la SMS Novara.

L’expédition de la SMS Novara est la première expédition scientifique et la plus importante de la kaiserliche und königliche Kriegsmarine de l'empire d'Autriche. Elle s'est déroulée autour du monde du 30 avril 1857 au 26 août 1859. C'est aussi la première expédition autour du monde menée par une équipe entièrement germanophone, d'autres ayant été menées auparavant par l'Empire russe avec des équipes en partie germanophones.

## Déroulement
L'expédition est dirigée par le capitaine Bernhard von Wüllerstorf-Urbair (1813-1883) à bord de la frégate SMS Novara qui comprend 352 officiers et hommes d'équipage. L'équipe scientifique dépêchée par l'Académie impériale des sciences de Vienne est composée de sept savants dirigés par le géologue Ferdinand von Hochstetter et le zoologiste Georg von Frauenfeld.

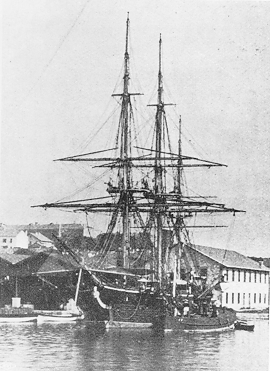
La Novara à Sydney (1858).

Le navire quitte le port de Trieste (possession de l'empire d'Autriche) le 30 avril 1857 jusqu'au détroit de Messine, puis s'engage vers Gibraltar, Madère, atteint Rio de Janeiro et passe le cap de Bonne-Espérance. Ensuite il navigue sur l'océan Indien et visite du 19 novembre au 6 décembre 1857 l'île Saint-Paul et l'île Amsterdam. L'expédition atteint Ceylan et Madras, puis Singapour. Puis la Novara jette l'ancre aux étapes suivantes : Java, Manille, Hong Kong, Shanghai et les îles Salomon. La frégate fait un arrêt le 5 novembre 1858 à Sydney, puis gagne Auckland et Tahiti.
Le voyage du retour s'effectue par Valparaíso, le cap Horn et les Açores. L'expédition regagne Trieste le 26 août 1859, après cinq cent-cinquante-et-un jours de navigation représentant un périple de cinquante-et-un mille six-cent-quatre-vingt-six milles marins.

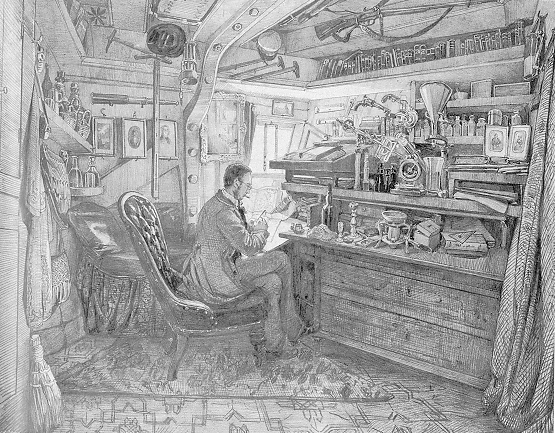
Hochstetter dans sa cabine de la Novara d'après un dessin de Joseph Selleny.

Parmi les études les plus remarquables, l'on peut distinguer celles des îles antarctiques de Saint-Paul et d'Amsterdam et les études des îles Nicobar et de Nouvelle-Zélande que Ferdinand von Hochstetter cartographie d'un point de vue géologique pour la première fois. Des travaux importants sont menés également dans le domaine hydrologique et le domaine océanographique, surtout dans la partie méridionale de l'océan Pacifique.
Les collections botaniques, zoologiques et ethnographiques représentent plus de vingt-six mille spécimens qui sont versés à plusieurs musées autrichiens et en premier lieu au muséum d'histoire naturelle de Vienne.
Des études sont menées également en ce qui concerne la gravitation et le magnétisme apportant ainsi à la science de l'époque des éléments précieux. Les premiers exemplaires de la plante du coca sont étudiés dans les laboratoires viennois en 1860.
Les résultats de l'expédition sont publiés en vingt-et-un volumes par l'Académie impériale des sciences de Vienne sous le titre de Reise der österreichischen Fregatte Novara um die Erde et vont connaître un grand succès et être traduits en plusieurs langues. Ils sont illustrés de nombreuses planches en couleur. Une édition abrégée pour le grand public en deux volumes s'arrache en une année.

## Équipe scientifique
- Georg von Frauenfeld (1807–1873),
- Ferdinand von Hochstetter (1829–1884),
- August von Pelzeln (1825-1891),
- Ludwig Redtenbacher (1814–1876),
- Franz Steindachner (1834–1919),
- Johann Zelebor (1819–1869).
- Secrétaire et agent commercial: Karl von Scherzer (1821-1903)
- Illustrateur: Joseph Selleny (1824-1875)

## Planches

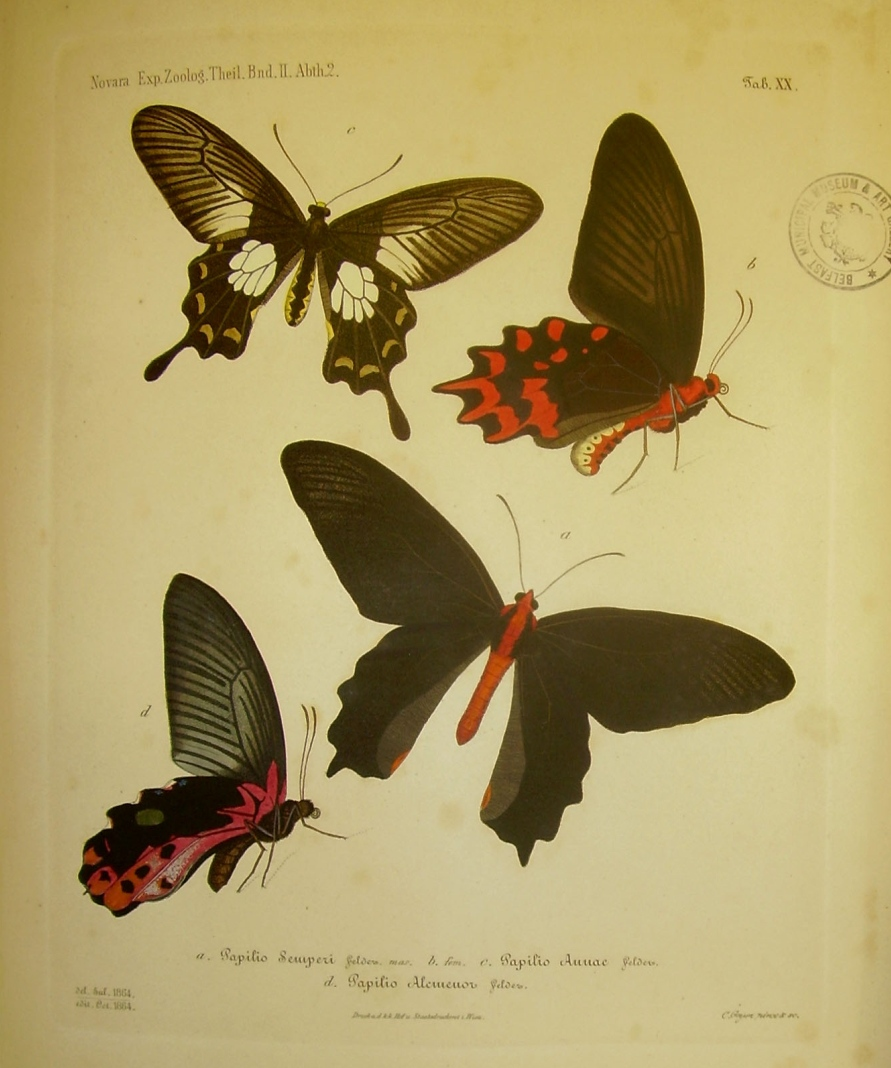
Papillons étudiés par Felder.
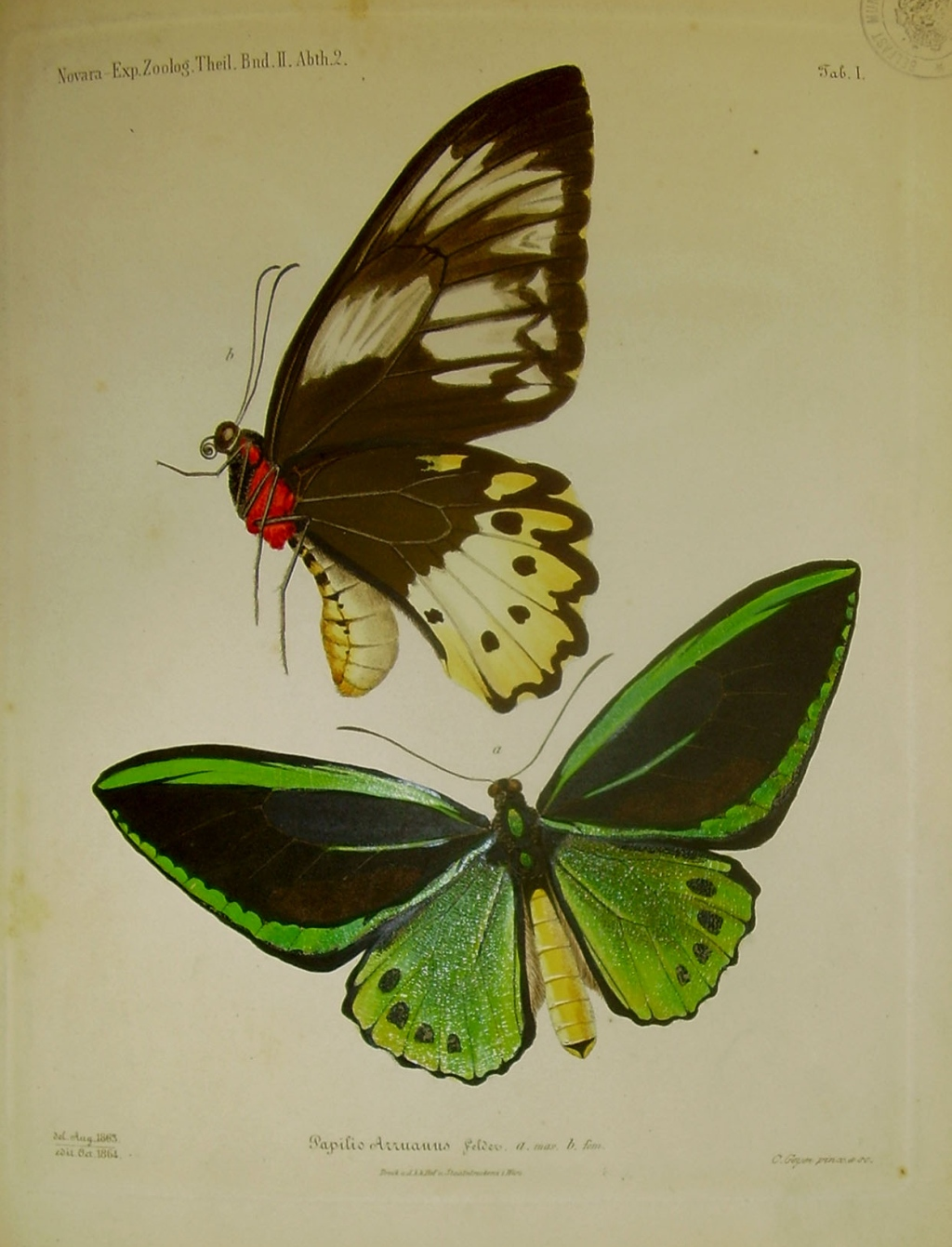
Papillons recueillis par Rudolf Felder.
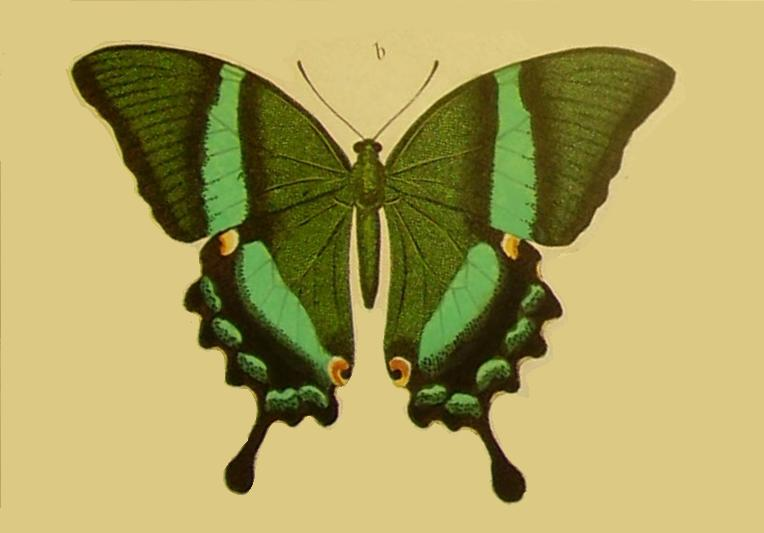
Papilio daedalus illustré par Rogenhofer.
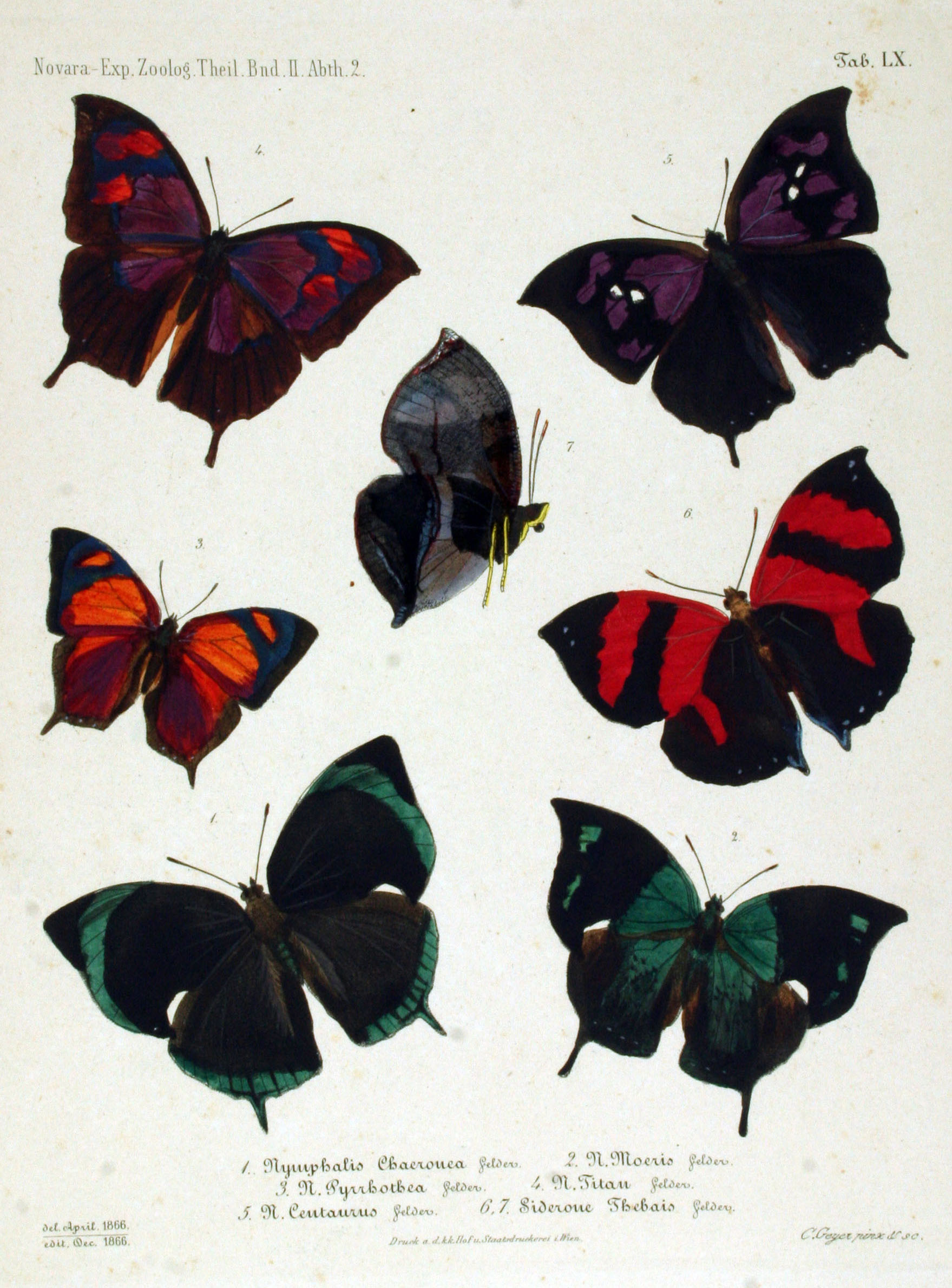
Lépidoptères illustrés par Rogenhofer.
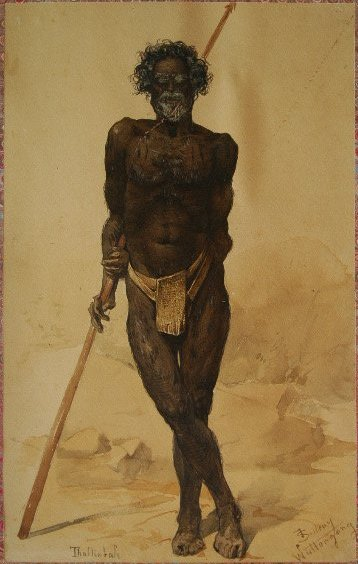
Aborigène dessiné par Joseph Selleny.
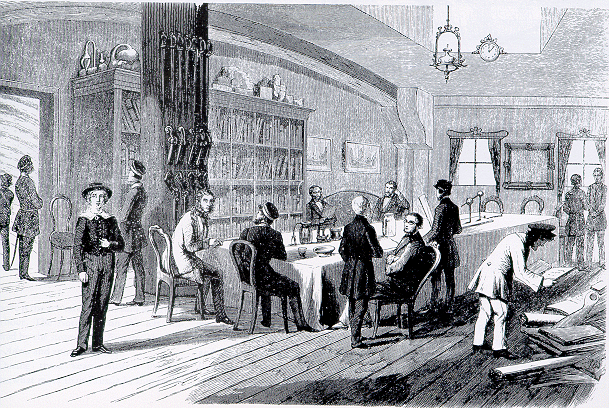
Bibliothèque à bord du SMS Novara (gravure de Selleny).

## Résultats publiés de l'expédition
- Partie descriptive : (Karl von Scherzer & anonyme) in : Reise der Oesterreichischen Fregatte Novara um die Erde, in den Jahren 1857-1859 unter den Befehlen des Commodore B. von Wüllersstorf-Urbair [en français : Voyage de la frégate autrichienne Novara autour du monde, en 1857-1859, sous le commandement du capitaine B. von Wüllerstorf-Urbair], 3 volumes, Vienne, 1861, 1862.

- Partie nautique et physique : in : Geographische Ortsbestimmungen und Flutbeobachtungen.– Magnetische Beobachtungen, en un volume, Vienne, 1862-1865

- Partie commerciale et statistique (Karl von Scherzer) :  en deux volumes, Vienne, 1864, 1865 (2. verb. Aufl. in 1 Bd. Leipzig, Wien, Brockhaus 1867)

- Partie zoologique: 6 volumes.
  - 1er tome: vertébrés : J. Zelebor, mammifères; August von Pelzeln, ornithologie; F. Steindachner, reptiles; F. Steindachner, amphibiens ; Rudolf Kner, ichtyologie. Vienne 1867-1869
  - 2e tome: entomologie. L. Redtenbacher, coléoptères; H. de Saussure, hyménoptères; G.L. Mayr, formicidés ; F. Brauer, Neuropteren. Vienne, 1868
  - 3e tome: I.R. Schiner, diptères ; G. L. Mayr, hémiptères. Vienne, 1868
  - 4e tome: C. Heller, crustacés; E. Grube, annélidés; Georg von Frauenfeld, mollusques.
  - 5e tome: C. Felder, rhopalocères.
  - 6e tome: C. Felder, H.A. Hagen, lépidoptères.

- Partie botanique : 1 volume (non réédité) : plantes à spores: A. Grunow, algues ; A. von Krempelhuber, lichens ; H. W. Reichardt, champignons, hépatiques et mousses frondeuses ; G. Mettenius, cryptogames vasculaires ; J. Milde, ophioglosses et prêles. Vienne, 1870

- Partie médicale : 1 volume (non réédité) Eduard Schwarz, Vienne, 1861

- partie anthropologique: 3 volumes
  - 1er tome  E. Zuckerkandl, crânes. Vienne, 1875
  - 2e tome : A. Weisbach, squelettes. Vienne, 1867
  - 3e tome : Friedrich Müller: ethnographie. Vienne, 1868

- Partie linguistique : 1 volume. Friedrich Müller, Vienne, 1867.

- Partie géologique : 2 volumes.
  - 1er tome : géologie. Ferdinand von Hochstetter, Vienne, 1864 (Lecture en ligne)
  - 2e tome : paléontologie (rédigé par F. von Hochstetter, Moritz Hörnes et Franz von Hauer), Vienne, 1865

## Source
- (de) Cet article est partiellement ou en totalité issu de l’article de Wikipédia en allemand intitulé « Novara-Expedition » (voir la liste des auteurs).